# Velur (Tamil Nadu)
Velur es una ciudad y nagar Panchayat situada en el distrito de Namakkal en el estado de Tamil Nadu (India). Su población es de 25012 habitantes (2011). Se encuentra a orillas del río Kaveri, a 21 km de Namakkal y a 67 km de Salem.

## Demografía
Según el censo de 2011 la población de Velur era de 25012 habitantes, de los cuales 12417 eran hombres y 12595 eran mujeres. Velur tiene una tasa media de alfabetización del 81,03%, superior a la media estatal del 80,09%: la alfabetización masculina es del 87,99%, y la alfabetización femenina del 74,23%.